# S/S Suvi-Saimaa
S/S Suvi-Saimaa är ett finländskt ångfartyg, som byggdes av Paul Wahl & Co i Varkaus 1907. 
S/S Suvu-Saimaa har alltid trafikerat Saimen.